# Tromp Boat Races
De Tromp Boat Races is een roeiwedstrijd in Hilversum. De race is uitgegroeid van een lustrumevenement van de Hilversumse Roeivereniging Cornelis Tromp tot een van de grootste Nederlandse roeiwedstrijden in het najaar.
De Tromp Boat Races is een wedstrijd in kiellinie waarbij de deelnemers achter elkaar starten. Het is een vrij lange wedstrijd, 5,25 kilometer, en het roeiwater ligt zeer beschut waardoor er ook bij slecht weer goed geroeid kan worden. De baan bevat weliswaar weinig bochten, maar wel een paar knikken en twee bruggen. Met name de laatste brug vervult enigszins de rol van "chicane" en inhalen in de laatste 1000 meter vergt een stabiele koers en enige koelbloedigheid. Dit levert ondanks de kielliniestructuur regelmatig spectaculaire finishes op.
Er waren bij de eerste race in 1986 (georganiseerd door het echtpaar Citroen en een groep Tromp-vrijwilligers) enige tientallen deelnemende ploegen, maar al snel liep het aantal deelnemers op. Het voorzitterschap van de organisatie van de race werd overgenomen door het Tromp-lid Arvid Harmsen, en midden jaren negentig waren er lange discussies of de grens aan het aantal deelnemers bij 200 of bij 250 zou liggen. In 2005 doorbrak het deelnemersveld de grens van 400 inschrijvingen en bij de 23e race in 2008 werd een aantal van 452 bereikt. De discussie verlegde zich naar de vraag of een aantal van 500 deelnemende boten mogelijk zou zijn, maar ook dit is inmiddels achterhaald: in 2014 waren er 596 inschrijvingen en startten er uiteindelijk 560 ploegen.
Sinds 1998 wordt de race georganiseerd door een commissie van Tromp-leden, thans (2014) onder aanvoering van wedstrijdleidster Minke Fischer. Daarnaast drijft de organisatie van de Tromp Boat Races op de belangeloze inzet van ruim 150 ervaren Tromp-leden die op de wedstrijddag het geheel in goede banen leiden.
De groei van de Tromp Boat Races loopt parallel met de groei van de Hilversumse Roeivereniging Cornelis Tromp, die uitgegroeid is tot een van de grootste algemene roeiverenigingen van Nederland. Ook is de roeivereniging een van de grote leveranciers van jeugdtalent voor de nationale en internationale roeisport.
Vele van de Nederlandse toproeiers die zich voorbereiden op de Olympische Spelen van 2008 in Peking hebben aan de Tromp Boat Races meegedaan. Voorbeelden zijn Sjoerd Hamburger, Geert Cirkel en Marit van Eupen in hun gebruikelijke nummers, maar ook bijvoorbeeld Ronald Florijn (van de gouden Olympische "Holland Acht" in Atlanta in 1996) in de bedrijfsacht van de Arbo Unie.